# Lista de cidades da Virgínia Ocidental

Estado da Virgínia Ocidental destacado em vermelho no mapa dos Estados Unidos.

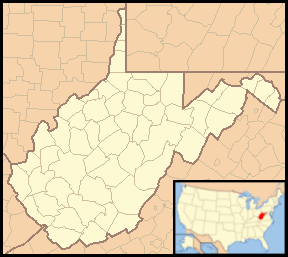
Virgínia Ocidental divida pelos seus 55 condados.

A Virgínia Ocidental é um estado localizado no sul dos Estados Unidos. De acordo com o Censo dos Estados Unidos (2010), a Virginia Ocidental é o 37º estado por população, possuindo cerca de 1.852.994 residentes, no entanto é o 10º menor estado por extensão territorial abrangendo cerca de 62.755 km².
Abaixo segue-se uma lista das cidades da Virginia Ocidental.

## A
- Albright
- Alderson
- Anawalt
- Anmoore
- Ansted
- Athens
- Auburn

## B
- Barrackville
- Beckley
- Belington
- Belmont
- Benwood
- Bluefield
- Bramwell
- Bridgeport
- Bruceton Mills
- Buckhannon

## C
- Camden-on-Gauley
- Cameron
- Capon Bridge
- Carpendale
- Ceredo
- Chapmanville
- Charles Town
- Charleston
- Chester
- Clarksburg
- Clendenin
- Corporation of Ranson
- Cowen

## D
- Delbarton
- Dunbar
- Durbin

## E
- East Bank
- Eleanor
- Elk Garden
- Elkins
- Excelsoir, McDowell County
- Excelsoir, Upshur County
- Excelsoir, Webster County

## F
- Fairmont
- Falling Spring
- Follansbee
- Fort Gay

## G
- Gary
- Gassaway
- Gauley Bridge
- Glen Dale
- Grafton
- Grant Town

## H
- Handley
- Harman
- Hinton
- Huntington
- Hurricane
- Huttonsville

## I
- Iaeger

## J
- Jane Lew

## K
- Kenova
- Keyser
- Keystone
- Kingwood

## L
- Lewisburg
- Logan
- Lumberport

## M
- Madison
- Mannington
- Marmet
- Martinsburg
- McMechen
- Montgomery
- Morgantown
- Moundsville
- Mount Hope
- Mullens

## N
- New Cumberland
- New Martinsville
- Nitro

## O
- Oak Hill

## P
- Paden City
- Parkersburg
- Parsons
- Pennsboro
- Petersburg
- Philippi
- Pleasant Valley
- Point Pleasant
- Princeton

## R
- Ravenswood
- Richwood
- Ripley
- Romney
- Ronceverte

## S
- Salem
- Shinnston
- Sistersville
- Smithers
- South Charleston
- Spencer
- St. Albans
- St. Marys
- Stonewood

## T
- Thomas

## V
- Vienna

## W
- War
- Weirton
- Welch
- Wellsburg
- Weston
- Westover
- Wheeling
- White Sulphur Springs
- Williamson
- Williamstown